# Jean-Claude Genty
Pour les articles homonymes, voir Genty.
Jean-Claude Genty, né le 17 décembre 1945 à Lancé (Loir-et-Cher), est un coureur cycliste professionnel français.

## Biographie
En 1970, il remporte la quatrième étape du Critérium du Dauphiné libéré et termine meilleur grimpeur de l'épreuve.
Il remporte une nouvelle victoire d'étape sur le Dauphiné en 1973 en battant au sprint son compagnon d'échappée, Michel Roques.

## Palmarès

### Palmarès amateur
- 1966
  - Champion de l'Orléanais
  - Paris-Forges-les-Eaux
- 1967
  - Tour du Loir-et-Cher :
    - Classement général
    - 3e étape

  - 4e étape des Quatre Jours de Vic-Fezensac
  - 2e du Prix de La Charité-sur-Loire
  - 2e du Critérium de La Machine
  - 2e du Prix des Vins Nouveaux
  - 3e du Grand Prix des Nations amateurs
  - 3e du Grand Prix de France

### Palmarès professionnel
- 1969
  - Circuit du Pays de Waes
- 1970
  - 4e étape du Critérium du Dauphiné libéré
  - 1reb étape du Tour de Catalogne (contre-la-montre par équipes)
- 1971
  - 3e étape du Tour de Catalogne
- 1972
  - 2e de Nice-Seillans
  - 3e du Grand Prix d'Aix-en-Provence
- 1973
  - Prologue (contre-la-montre par équipes) et 5e étape du Critérium du Dauphiné libéré

## Résultats sur les grands tours

### Tour de France
4 participations
- 1970 : abandon (3e étape)
- 1971 : 39e
- 1972 : 64e
- 1973 : 27e

### Tour d'Espagne
2 participations
- 1970 : 46e
- 1972 : abandon (16e étape)